# Mario Robutti
Mario Robutti (Pietra Ligure, 28 novembre 1944 – Pietra Ligure, 16 agosto 2018) è stato un politico italiano, ex presidente della provincia di Savona.

## Biografia
Biologo, ex arbitro di calcio, esponente del PSI, è stato sindaco di Pietra Ligure dal 1988 al 1993 e presidente della provincia di Savona dal 1990 al 1995. Nei primi anni Duemila è attivo politicamente nel Nuovo PSI.
È morto nell'agosto 2018 all'età di 73 anni.